# Мерчицький заказник
Ме́рчицький зака́зник — гідрологічний заказник місцевого значення в Україні. Об'єкт природно-заповідного фонду Харківської області. 
Розташований на території Валківського району Харківської області, біля смт Старий Мерчик. 
Площа — 37 га. Статус присвоєно згідно з рішенням облради від 17.11.1998 року. Перебуває у віданні: ПАП агрофірма «Восток». 
Статус присвоєно для збереження місць формування витоку річки Мерчик, де природна рослинність позитивно впливає на гідрологічний режим прилеглої місцевості.

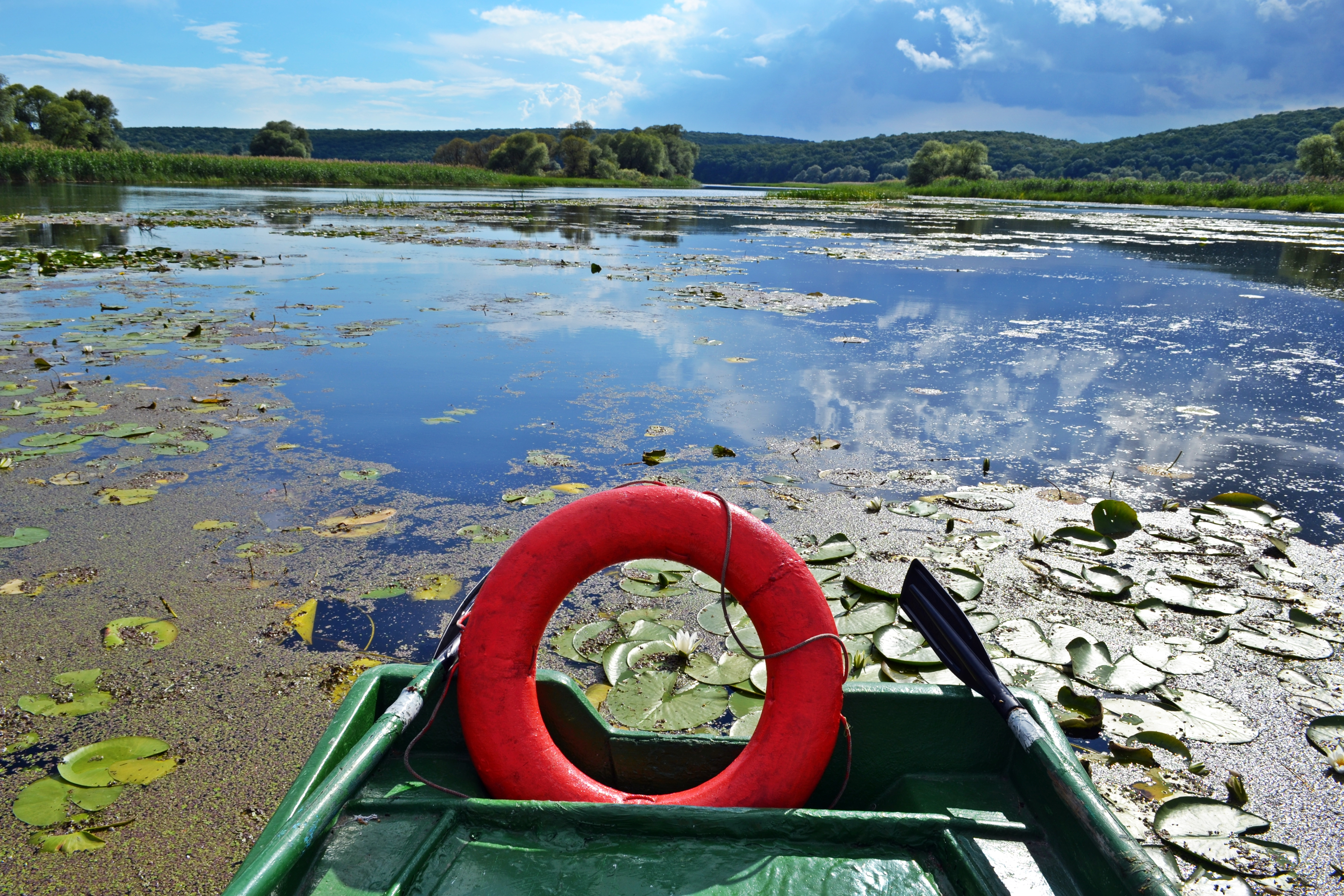
Мерчицький заказник